# Leszek Ojrzyński
Leszek Ojrzyński (ur. 31 maja 1972 w Ciechanowie) – polski trener piłkarski, który od 13 marca 2025 jest szkoleniowcem piłkarzy KGHM Zagłębia Lubin.

## Kariera trenerska
Pracę szkoleniową rozpoczął w 1997 w Legii Warszawa, gdzie prowadził zespoły trampkarzy. W sezonie 2001/02 trafił do trzecioligowej Legionovii Legionowo i pełnił tam funkcję drugiego trenera. Odszedł w trakcie rundy wiosennej sezonu 2002/03. Od rozgrywek 2003/04 pracował na tym samym stanowisku w Błękitnych Stargard Szczeciński (II liga). Po rundzie jesiennej klub wycofał się z rozgrywek, a Ojrzyński rozpoczął samodzielną pracę w Milanie Milanówek. Rundę wiosenną kończył jednak jako asystent trenera Radomiaka Radom, gdzie świętował awans do drugiej ligi.
W rozgrywkach 2004/05 prowadził rezerwy Polonii Warszawa. Kolejnym przystankiem w jego karierze był ŁKS Łomża, gdzie ponownie był drugim trenerem, a sezon 2005/06 zwieńczył awansem do drugiej ligi. Później wrócił do warszawskiej Polonii, tym razem jednak trafił do pierwszej drużyny, gdzie był asystentem Waldemara Fornalika.
W 2006 został trenerem Znicza Pruszków, z którego po roku odszedł do Wisły Płock. W 2008 objął posadę pierwszego szkoleniowca Rakowa Częstochowa, z której zwolniono go 19 października 2009.
15 czerwca 2010 podpisał dwuletnią umowę z Odrą Wodzisław Śląski, z której został zwolniony pod koniec września 2010. 13 października 2010 związał się trzyletnim kontraktem z Zagłębiem Sosnowiec.
9 czerwca 2011 Korony Kielce poinformowała, iż Ojrzyński będzie nowym szkoleniowcem tego klubu. 5 sierpnia 2013 rozwiązano kontrakt za porozumieniem stron. 22 października tamtego roku Ojrzyński mianowany został nowym szkoleniowcem Podbeskidzia Bielsko-Biała. Zwolniony z klubu został 30 kwietnia 2015.
Od sierpnia 2015 do marca 2016 był trenerem Górnika Zabrze. Od 10 kwietnia 2017 do 17 maja 2018 prowadził Arkę Gdynia, którą poprowadził w zwycięskim finale Pucharu Polski, a następnie również zakończonym sukcesem meczu o krajowy Superpuchar.
4 kwietnia 2019 ponownie został trenerem Wisły Płock, z której odszedł 27 lipca tego samego roku. 11 listopada 2020 został trenerem Stali Mielec. Zwolniono go z tego stanowiska 12 kwietnia 2021. 17 grudnia 2021 ponownie został trenerem Korony Kielce. W swoim pierwszym sezonie w klubie, wywalczył awans do Ekstraklasy. 29 października 2022 został odsunięty od prowadzenia zespołu po zremisowanym meczu z Piastem Gliwice w lidze, który był dla jego drużyny 9. kolejnym spotkaniem bez zwycięstwa.
13 marca 2025 został trenerem piłkarzy KGHM Zagłębia Lubin. 

## Sukcesy
Arka Gdynia
- Puchar Polski: 2016/2017
- Superpuchar Polski: 2017

Korona Kielce
- I liga: awans do Ekstraklasy